# Репортёр 73
Репортёр 73 — круглосуточный ульяновский региональный информационный телеканал. Имеет информационно-развлекательную тематику. С 2016 года транслируется в кабельных сетях как отдельный телеканал с программируемой 24/7 сеткой. Является сетевым партнёром телеканала ОТР (Ежедневно с 06:00 до 09:00 и с 17:00 до 19:00) 

## О компании
ТРК Репортёр — партнёр одной из ведущих российских телекомпаний — «ТВ Центр». Впервые программы вышли в ульяновский эфир 15 августа 2007 года.
В конце 2010 года телеканал начал размещать свои программы и видео в проекте шоу «Город» , на Ульяновском видеохостинге на страннице https://web.archive.org/web/20110405073052/http://reporter.ulvideo.ru/
С 1 января 2011 года телеканал сменил сетевого партнёра на «РЕН ТВ». 31 декабря 2015 года канал прекратил эфирное вещание.
С 1 января 2016 года телеканал существует как независимый, имея 24 часа собственного вещания в кабельных сетях региона. Программы телеканала размещаются на хостинге https://www.youtube.com/channel/UCSbicIwBeeBxwQNEf7eJWJg
22 февраля 2017 года, в министерстве связи РФ состоялся федеральный конкурс на предоставление вещания региональным телеканалам на 21-й кнопке. В конкурсе от Ульяновской области участвовали «Первый молодежный телеканал» Вячеслава Абрамовского, телекомпания «Арсенал» и телеканал «Репортёр 73» Ирины Колотковой. «Репортер 73» выиграл конкурс.

## Зона приёма
Вещание телеканала «Репортёр 73» ведётся во всех цифровых кабельных сетях региона. Ульяновские новости транслируются на федеральном спутниковом телеканале «Крик-ТВ» (доступен в пакетах: Триколор, НТВ Плюс, Телекарта и другие). Вещание также ведётся и на официальном сайте канала. Охват составляет более 600 тысяч человек в кабельной сети и 1262 тысяч человек по лицензии — Ульяновская область.

## Программы

### Программы производства Репортёра 73
- Реальность (Информация Программа)

- Разберемся
- Будь Здоров!
- Репортаж
- Утро с Репортёром
- Красный Угол
- Профия
- Открытый урок.
- Интервью

### Национальные программы
- Еткер
- Чишмэ

## Программная концепция
«Репортёр» стремится освещать всё многообразие жизни региона, программы адресованы населению всей области, без деления по возрастному и социальному признаку. В их числе — информационные и общественно-политические передачи, ток-шоу и репортажи-расследования, темы юриспруденции, предпринимательства и малого бизнеса, культуры и спорта, здоровья, передачи, посвящённые увлечениям и хобби — от автолюбителей до цветоводов

## Будущее
Телеканал активно развивается: модернизируются студии, появляются новые проекты. Молодой коллектив отличается высокой грамотностью, здоровыми амбициями, креативом и нестандартным подходом к воплощению поставленных задач.

## Руководство, сотрудники
- Генеральный директор — И. А. Колоткова
- Финансовый директор — Т. В. Михеева
- PR менеджер — А. А. Матюнин
- Технический директор — С. А. Барыльник
- Технический директор c января 2007 по июль 2007 года и до выхода в эфир, исполняющий обязанности Генерального директора — Полевой В. Г. (Организация телекомпании «Репортер» в Ульяновске с «нуля».)

## Сетевые партнёры
- ТВ Центр — с 15 августа 2007 года по 31 декабря 2010 года.
- РЕН ТВ — с 1 января 2011 года по 31 декабря 2015 года.
- ОТР — с 29 ноября 2019 года по настоящее время